# Comuna Demeanivka, Bilokurakîne
Demeanivka (în ucraineană Дем'янівка) este o comună în raionul Bilokurakîne, regiunea Luhansk, Ucraina, formată din satele Demeanivka (reședința), Konopleanivka și Șovkunivka.

## Demografie
Componența lingvistică a comunei Demeanivka
     Ucraineană (65,88%)
     Rusă (33,94%)
     Alte limbi (0,09%)
Conform recensământului din 2001, majoritatea populației comunei Demeanivka era vorbitoare de ucraineană (65,88%), existând în minoritate și vorbitori de rusă (33,94%).